# Bära
El río Bära es un afluente izquierdo del Danubio en el sur de Alemania. Surge de la confluencia de los arroyos Obere Bära (Bära Superior) que nace en Tieringen, un barrio de Meßstetten, y Untere Bärä (Bära Inferior) que nace cerca de Gosheim. Desemboca en el Danubio en Fridingen. El nombre Bära viene de la palabra alemánica berua que significa fluir.